# Sword Art Online
Sword Art Online (jap. ソードアート・オンライン Sōdo Āto Onrain) – seria light novel autorstwa Rekiego Kawahary z ilustracjami abec. Na podstawie powieści powstały manga, anime i gra komputerowa. Seria light novel jest wydawana przez ASCII Media Works, a pierwszy tom ukazał się 10 kwietnia 2009 roku. Anime, które powstało na podstawie powieści, zostało wyprodukowane przez studio A-1 Pictures i było emitowane m.in. przez telewizje Tokyo MX i MBS. Pierwsza seria była nadawana pomiędzy 7 lipca a 22 grudnia 2012, natomiast druga – pomiędzy 5 lipca a 20 grudnia 2014. 18 lutego 2017 roku miała miejsce premiera filmu pełnometrażowego Sword Art Online: Ordinal Scale. Trzecia seria była podzielona na dwie części – Sword Art Online: Alicization oraz Sword Art Online: Alicization – World of Underworld i była nadawana od 7 października 2018 do 20 września 2020. Serię Live action wyprodukuje Netflix. Na podstawie light novel powstało także wiele gier komputerowych oraz serii mang.
Seria główna oraz „Progressive” wydawana jest w Polsce przez wydawnictwo Kotori. W kwietniu 2019 roku został także wydany w Polsce oficjalny Artbook serii.

## Opis fabuły
Głównym bohaterem serii jest 14-letni chłopiec, nazywający się Kazuto Kirigaya, fascynat gier komputerowych. Korzysta z nicku „Kirito”, pochodzącego od jego imienia i nazwiska. Kirito ma krótkie ciemne włosy i czarne oczy, ma także tendencję do ubierania się na czarno. Pierwsze dwa tomy powieści opisują jego dwuletnie przygody w MMORPG, którego akcja rozgrywa się w rzeczywistości wirtualnej (VRMMORPG), o nazwie „Sword Art Online”. Został on, jako jeden z 10 tysięcy graczy, uwięziony w świecie gry. Aby móc wrócić do prawdziwego świata, konieczne było jej ukończenie. Z czasem poznaje tam nowych przyjaciół i swoją przyszłą dziewczynę.

## Lokacje
Seria light novel obejmuje kilka wirtualnych lokacji MMORPG oprócz tytułowego świata Sword Art Online.
Sword Art Online (jap. ソードアート・オンライン Sōdo Āto Onrain; SAO)
Pierwszy świat gry wirtualnej, a także miejsce akcji pierwszej linii fabularnej historii, znanej w skrócie jako SAO. Świat ma postać unoszącego się w powietrzu olbrzymiego zamku o nazwie Aincrad, mającego 100 pięter. Każde piętro urządzone jest w stylu średniowiecznym. Posiada też loch z bossem, który musi zostać pokonany, aby gracze mogli przejść do następnego wyższego piętra. Podobnie jak większość RPG, SAO korzysta z systemu gry wielopoziomowej. Jednak gra jest zmieniona w pewien sposób: gracze nie są w stanie się wylogować, a jeśli zginą w grze, ich prawdziwe ciało w realnym świecie również umiera.
Alfheim Online (jap. アルヴヘイム・オンライン Aruvuheimu Onrain; ALO)
Drugi świat gry wirtualnej, oraz druga część mangi i anime jest rozgrywana w świecie Alfheim Online [ALO]. Cały świat jest utrzymany w tematyce fantasy – gracze na początku rozgrywki wybierają jedną z kilku ras wróżek, mają możliwość latania. Głównym zadaniem gry jest zdobycie szczytu Drzewa Świata.
Gun Gale Online (jap. ガンゲイル・オンライン Gan Geiru Onrain; GGO)
Trzeci Świat gry wirtualnej, oraz trzecia część mangi i pierwsza połowa drugiej serii anime jest rozgrywana w świecie Gun Gale Online [GGO]. Świat jest utrzymany w klimatach bitwy bronią palną – Gracze rywalizują między sobą w turniejach broni palnej, za wygrane turnieje otrzymuję się prawdziwe pieniądze.
Podziemie (jap. アンダーワールド Andāwārudo; UW)
Wirtualny świat w którym odbywa się akcja linii fabularnej Alicyzacja.

## Light novel

### Sword Art Online
| Nr | Język japoński       | Język japoński         | Język polski     | Język polski           |
| Nr | Data wydania         | ISBN                   | Data wydania     | ISBN                   |
| --- | -------------------- | ---------------------- | ---------------- | ---------------------- |
| 1 | 10 kwietnia 2009     | ISBN 978-4-04-867760-8 | grudzień 2014    | ISBN 978-83-63650-35-3 |
| Polski tytuł: Sword Art Online #1 – Aincrad Tytuł oryginalny: Sword Art Online 1: Aincrad                                  |                      |                        |                  |                        |
| 2 | 10 sierpnia 2009     | ISBN 978-4-04-867935-0 | styczeń 2015     | ISBN 978-83-63650-36-0 |
| Polski tytuł: Sword Art Online #2 – Aincrad Tytuł oryginalny: Sword Art Online 2: Aincrad                                  |                      |                        |                  |                        |
| 3 | 10 grudnia 2009      | ISBN 978-4-04-868193-3 | marzec 2015      | ISBN 978-83-63650-40-7 |
| Polski tytuł: Sword Art Online #3 – Taniec wróżek Tytuł oryginalny: Sword Art Online 3: Fairy Dance                        |                      |                        |                  |                        |
| 4 | 10 kwietnia 2010     | ISBN 978-4-04-868452-1 | maj 2015         | ISBN 978-83-63650-55-1 |
| Polski tytuł: Sword Art Online #4 – Taniec Wróżek Tytuł oryginalny: Sword Art Online 4: Fairy Dance                        |                      |                        |                  |                        |
| 5 | 10 sierpnia 2010     | ISBN 978-4-04-868763-8 | lipiec 2015      | ISBN 978-83-63650-57-5 |
| Polski tytuł: Sword Art Online #5 – Widmowy pocisk Tytuł oryginalny: Sword Art Online 5: Phantom Bullet                    |                      |                        |                  |                        |
| 6 | 10 grudnia 2010      | ISBN 978-4-04-870132-7 | październik 2015 | ISBN 978-83-63650-34-6 |
| Polski tytuł: Sword Art Online #6 – Widmowy pocisk Tytuł oryginalny: Sword Art Online 6: Phantom Bullet                    |                      |                        |                  |                        |
| 7 | 10 kwietnia 2011     | ISBN 978-4-04-870431-1 | grudzień 2015    | ISBN 978-83-63650-67-4 |
| Polski tytuł: Sword Art Online #7 – Matczyny różaniec Tytuł oryginalny: Sword Art Online 7: Mother's Rosario               |                      |                        |                  |                        |
| 8 | 10 sierpnia 2011     | ISBN 978-4-04-870733-6 | luty 2016        | ISBN 978-83-63650-71-1 |
| Polski tytuł: Sword Art Online #8 – Kiedyś i dziś Tytuł oryginalny: Sword Art Online 8: Early and Late                     |                      |                        |                  |                        |
| 9 | 10 lutego 2012       | ISBN 978-4-04-886271-4 | maj 2016         | ISBN 978-83-63650-80-3 |
| Polski tytuł: Sword Art Online #9 – Alicyzacja: Początek Tytuł oryginalny: Sword Art Online 9: Alicization Beginning       |                      |                        |                  |                        |
| 10 | 10 lipca 2012        | ISBN 978-4-04-886697-2 | maj 2016         | ISBN 978-83-63650-83-4 |
| Polski tytuł: Sword Art Online #10 – Alicyzacja: W toku Tytuł oryginalny: Sword Art Online 10: Alicization Running         |                      |                        |                  |                        |
| 11 | 10 grudnia 2012      | ISBN 978-4-04-891157-3 | sierpień 2016    | ISBN 978-83-63650-88-9 |
| Polski tytuł: Sword Art Online #11 – Alicyzacja: Zwrot Tytuł oryginalny: Sword Art Online 11: Alicization Turning          |                      |                        |                  |                        |
| 12 | 10 kwietnia 2013     | ISBN 978-4-04-891529-8 | listopad 2016    | ISBN 978-83-63650-97-1 |
| Polski tytuł: Sword Art Online #12 – Alicyzacja: Droga na szczyt Tytuł oryginalny: Sword Art Online 12: Alicization Rising |                      |                        |                  |                        |
| 13 | 10 sierpnia 2013     | ISBN 978-4-04-891757-5 | styczeń 2017     | ISBN 978-83-65722-06-5 |
| Polski tytuł: Sword Art Online #13 – Alicyzacja: Podział Tytuł oryginalny: Sword Art Online 13: Alicization Dividing       |                      |                        |                  |                        |
| 14 | 10 kwietnia 2014     | ISBN 978-4-04-866505-6 | marzec 2017      | ISBN 978-83-65722-13-3 |
| Polski tytuł: Sword Art Online #14 – Alicyzacja: Zjednoczenie Tytuł oryginalny: Sword Art Online 14: Alicization Uniting   |                      |                        |                  |                        |
| 15 | 9 sierpnia 2014      | ISBN 978-4-04-866775-3 | lipiec 2017      | ISBN 978-83-65722-27-0 |
| Polski tytuł: Sword Art Online #15 – Alicyzacja: Inwazja Tytuł oryginalny: Sword Art Online 15: Alicization Invading       |                      |                        |                  |                        |
| 16 | 8 sierpnia 2015      | ISBN 978-4-04-865307-7 | październik 2017 | ISBN 978-83-65722-40-9 |
| Polski tytuł: Sword Art Online #16 – Alicyzacja: Eksplozja Tytuł oryginalny: Sword Art Online 16: Alicization Exploding    |                      |                        |                  |                        |
| 17 | 9 kwietnia 2016      | ISBN 978-4-04-865883-6 | luty 2018        | ISBN 978-83-65722-54-6 |
| Polski tytuł: Sword Art Online #17 – Alicyzacja: Przebudzenie Tytuł oryginalny: Sword Art Online 17: Alicization Awakening |                      |                        |                  |                        |
| 18 | 10 sierpnia 2016     | ISBN 978-4-04-892250-0 | czerwiec 2018    | ISBN 978-83-65722-60-7 |
| Polski tytuł: Sword Art Online #18 – Alicyzacja: Przetrwanie Tytuł oryginalny: Sword Art Online 18: Alicization Lasting    |                      |                        |                  |                        |
| 19 | 10 lutego 2017       | ISBN 978-4-04-892668-3 | grudzień 2018    | ISBN 978-83-66132-19-1 |
| Polski tytuł: Sword Art Online #19 – Księżycowa Kołyska Tytuł oryginalny: Sword Art Online 19: Moon Cradle                 |                      |                        |                  |                        |
| 20 | 8 września 2017      | ISBN 978-4-04-893283-7 | kwiecień 2019    | ISBN 978-83-66132-50-4 |
| Polski tytuł: Sword Art Online #20 – Księżycowa kołyska Tytuł oryginalny: Sword Art Online 20: Moon Cradle                 |                      |                        |                  |                        |
| 21 | 7 grudnia 2018       | ISBN 978-4-04-912211-4 | grudzień 2019    | ISBN 978-83-66132-79-5 |
| Polski tytuł: Sword Art Online #21 – Unital Ring I Tytuł oryginalny: Sword Art Online 21: Unital Ring I                    |                      |                        |                  |                        |
| 22 | 10 października 2019 | ISBN 978-4-04-912675-4 | czerwiec 2021    | ISBN 978-83-66568-43-3 |
| Polski tytuł: Sword Art Online #22 – Kiss and Fly Tytuł oryginalny: Sword Art Online 22: Kiss and Fly                      |                      |                        |                  |                        |
| 23 | 10 grudnia 2019      | ISBN 978-4-04-912891-8 | listopad 2021    | ISBN 978-83-66568-74-7 |
| Polski tytuł: Sword Art Online #23 – Unital Ring II Tytuł oryginalny: Sword Art Online 23: Unital Ring II                  |                      |                        |                  |                        |
| 24 | 9 maja 2020          | ISBN 978-4-04-913155-0 | luty 2023        | ISBN 978-83-67386-39-5 |
| Polski tytuł: Sword Art Online #24 – Unital Ring III Tytuł oryginalny: Sword Art Online 24: Unital Ring III                |                      |                        |                  |                        |
| 25 | 10 grudnia 2020      | ISBN 978-4-04-913531-2 | listopad 2024    | ISBN 978-83-68051-43-8 |
| Polski tytuł: Sword Art Online #25 – Unital Ring IV Tytuł oryginalny: Sword Art Online 25: Unital Ring IV                  |                      |                        |                  |                        |
| 26 | 8 października 2021  | ISBN 978-4-04-914035-4 | —                |                        |
| Tytuł oryginalny: Sword Art Online 26: Unital Ring V                                                                       |                      |                        |                  |                        |

### Sword Art Online Progressive
| Nr | Język japoński       | Język japoński          | Język polski | Język polski           |
| Nr | Data wydania         | ISBN                    | Data wydania | ISBN                   |
| -- | -------------------- | ----------------------- | ------------ | ---------------------- |
| 1  | 10 października 2012 | ISBN 978-4-04-886977-5  | lipiec 2019  | ISBN 978-83-66132-57-3 |
| 2  | 10 grudnia 2013      | ISBN 978-4-04-866163-8  | maj 2020     | ISBN 978-8-36-613296-2 |
| 3  | 10 grudnia 2014      | ISBN 978-4-04-869096-6  | —            |                        |
| 4  | 10 grudnia 2015      | ISBN 978-0-31-654542-6  | —            |                        |
| 5  | 10 lutego 2018       | ISBN 978-4-0-48-93613-2 | —            |                        |
| 6  | 10 maja 2018         | ISBN 978-4-0-48-93797-9 | —            |                        |

### Sword Art Online Alternative Gun Gale Online
| 1                                                                                                   | 10 grudnia 2014  | ISBN 978-4-04-869094-2 |
| Tytuł: Sword Art Online Alternative Gun Gale Online I -Squad Jam-                                   |                  |                        |
| 2                                                                                                   | 10 marca 2015    | ISBN 978-4-04-869095-9 |
| Tytuł: Sword Art Online Alternative Gun Gale Online II -Second Squad Jam <Part 1>-                  |                  |                        |
| 3                                                                                                   | 10 czerwca 2015  | ISBN 978-4-04-865190-5 |
| Tytuł: Sword Art Online Alternative Gun Gale Online III -Second Squad Jam <Part 2>-                 |                  |                        |
| 4                                                                                                   | 10 marca 2016    | ISBN 978-4-04-865818-8 |
| Tytuł: Sword Art Online Alternative Gun Gale Online IV -Third Squad Jam Betrayers' Choice <Part 1>- |                  |                        |
| 5                                                                                                   | 9 lipca 2016     | ISBN 978-4-04-892110-7 |
| Tytuł: Sword Art Online Alternative Gun Gale Online V -Third Squad Jam Betrayers' Choice <Part 2>-  |                  |                        |
| 6                                                                                                   | 10 marca 2017    | ISBN 978-4-04-892745-1 |
| Tytuł: Sword Art Online Alternative Gun Gale Online VI -One Summer Day-                             |                  |                        |
| 7                                                                                                   | 9 czerwca 2018   | ISBN 978-4-04-893789-4 |
| Tytuł: Sword Art Online Alternative Gun Gale Online VII -Fourth Squad Jam <Part 1>-                 |                  |                        |
| 8                                                                                                   | 10 sierpnia 2018 | ISBN 978-4-04-893878-5 |
| Tytuł: Sword Art Online Alternative Gun Gale Online VIII -Fourth Squad Jam <Part 2>-                |                  |                        |
| 9                                                                                                   | 7 grudnia 2018   | ISBN 978-4-04-912093-6 |
| Tytuł: Sword Art Online Alternative Gun Gale Online IX -Fourth Squad Jam <Part 3>-                  |                  |                        |

### Sword Art Online Alternative: Clover's Regret
| Nr | Data wydania (język japoński) | ISBN (język japoński)  |
| -- | ----------------------------- | ---------------------- |
| 1  | 10 listopada 2016             | ISBN 978-4-04-892487-0 |
| 2  | 10 stycznia 2018              | ISBN 978-4-04-893594-4 |
| 3  | 10 sierpnia 2018              | ISBN 978-4-04-893971-3 |

## Manga

### Sword Art Online: Aincrad
| Nr | Data wydania (język japoński) | ISBN (język japoński)  |
| -- | ----------------------------- | ---------------------- |
| 1  | 27 września 2012              | ISBN 978-4-04-886906-5 |
| 2  | 27 września 2012              | ISBN 978-4-04-886907-2 |

### Sword Art Online: Fairy Dance
| Nr | Data wydania (język japoński) | ISBN (język japoński)  |
| -- | ----------------------------- | ---------------------- |
| 1  | 27 października 2012          | ISBN 978-4-04-886976-8 |
| 2  | 27 sierpnia 2013              | ISBN 978-4-04-891911-1 |
| 3  | 27 czerwca 2014               | ISBN 978-4-04-866685-5 |

### Sword Art Online: Phantom Bullet
| Nr | Data wydania (język japoński) | ISBN (język japoński)  |
| -- | ----------------------------- | ---------------------- |
| 1  | 10 września 2014              | ISBN 978-4-04-866926-9 |
| 2  | 10 września 2015              | ISBN 978-4-04-865315-2 |
| 3  | 10 września 2015              | ISBN 978-4-04-892435-1 |

### Sword Art Online: Calibur
| Nr | Data wydania (język japoński) | ISBN (język japoński)  |
| -- | ----------------------------- | ---------------------- |
| 1  | 10 sierpnia 2015              | ISBN 978-4-04-865303-9 |

### Sword Art Online: Mother's Rosario
| Nr | Data wydania (język japoński) | ISBN (język japoński)  |
| -- | ----------------------------- | ---------------------- |
| 1  | 10 grudnia 2014               | ISBN 978-4-04-869156-7 |
| 2  | 10 sierpnia 2015              | ISBN 978-4-04-865316-9 |
| 3  | 10 czerwca 2016               | ISBN 978-4-04-892109-1 |

### Sword Art Online: Project Alicization
| Nr | Data wydania (język japoński) | ISBN (język japoński)  |
| -- | ----------------------------- | ---------------------- |
| 1  | 7 października 2017           | ISBN 978-4-04-893481-7 |
| 2  | 10 października 2018          | ISBN 978-4-04-912095-0 |
| 3  | 10 sierpnia 2019              | ISBN 978-4-04-912788-1 |

### Sword Art Online: Girls Ops
| Nr | Data wydania (język japoński) | ISBN (język japoński)  |
| -- | ----------------------------- | ---------------------- |
| 1  | 10 lipca 2014                 | ISBN 978-4-04-866686-2 |
| 2  | 10 kwietnia 2015              | ISBN 978-4-04-865089-2 |
| 3  | 10 maja 2016                  | ISBN 978-4-04-892104-6 |
| 4  | 10 lutego 2017                | ISBN 978-4-04-892688-1 |
| 5  | 10 lutego 2018                | ISBN 978-4-04-893650-7 |
| 6  | 9 lutego 2019                 | ISBN 978-4-04-912387-6 |

### Sword Art Online: Progressive
| Nr | Data wydania (język japoński) | ISBN (język japoński)  |
| -- | ----------------------------- | ---------------------- |
| 1  | 27 lutego 2014                | ISBN 978-4-04-866011-2 |
| 2  | 10 lipca 2014                 | ISBN 978-4-04-866705-0 |
| 3  | 10 grudnia 2014               | ISBN 978-4-04-869085-0 |
| 4  | 10 sierpnia 2015              | ISBN 978-4-04-865304-6 |
| 5  | 9 lipca 2016                  | ISBN 978-4-04-892222-7 |
| 6  | 9 czerwca 2017                | ISBN 978-4-04-892922-6 |
| 7  | 10 maja 2018                  | ISBN 978-4-04-893852-5 |

### Sword Art Online: Progressive Barcarolle of Froth
| Nr | Data wydania (język japoński) | ISBN (język japoński)  |
| -- | ----------------------------- | ---------------------- |
| 1  | 10 grudnia 2018               | ISBN 978-4-04-912230-5 |

### Sword Art Online: 4-Koma
| Nr | Data wydania (język japoński) | ISBN (język japoński)  |
| -- | ----------------------------- | ---------------------- |
| 1  | 27 września 2012              | ISBN 978-4-04-886905-8 |
| 2  | 26 sierpnia 2014              | ISBN 978-4-04-866925-2 |
| 3  | 27 października 2016          | ISBN 978-4-04-892397-2 |

### Sword Art Online: 4-koma Official Anthology
| Nr | Data wydania (język japoński) | ISBN (język japoński)  |
| -- | ----------------------------- | ---------------------- |
| 1  | 27 października 2012          | ISBN 978-4-04-891108-5 |
| 2  | 27 lutego 2013                | ISBN 978-4-04-891445-1 |
| 3  | 27 sierpnia 2013              | ISBN 978-4-04-891834-3 |

### Sword Art Online Alternative Gun Gale Online
| Nr | Data wydania (język japoński) | ISBN (język japoński)  |
| -- | ----------------------------- | ---------------------- |
| 1  | 8 października 2016           | ISBN 978-4-04-892373-6 |
| 2  | 10 listopada 2017             | ISBN 978-4-04-893446-6 |
| 3  | 10 listopada 2018             | ISBN 978-4-04-912180-3 |

### Sword Art Online: Kirito's Thousand and One Night Story
| Nr | Data wydania (język japoński) | ISBN (język japoński)  |
| -- | ----------------------------- | ---------------------- |
| 1  | 9 lutego 2019                 | ISBN 978-4-04-912348-7 |

### Sword Art Online: Aincrad Night of Kirito
| Nr | Data wydania (język japoński) | ISBN (język japoński)  |
| -- | ----------------------------- | ---------------------- |
| 1  | 10 marca 2017                 | ISBN 978-4-04-892723-9 |

### Sword Art Online: Hollow Realization
| Nr | Data wydania (język japoński) | ISBN (język japoński)  |
| -- | ----------------------------- | ---------------------- |
| 1  | 27 marca 2017                 | ISBN 978-4-04-892772-7 |
| 2  | 27 września 2017              | ISBN 978-4-04-893361-2 |
| 3  | 27 marca 2018                 | ISBN 978-4-04-893717-7 |
| 4  | 25 września 2018              | ISBN 978-4-04-893821-1 |
| 5  | 27 marca 2019                 | ISBN 978-4-04-912308-1 |

### Sword Art Online: Ordinal Scale
| Nr | Data wydania (język japoński) | ISBN (język japoński)  |
| -- | ----------------------------- | ---------------------- |
| 1  | 27 kwietnia 2017              | ISBN 978-4-04-892650-8 |
| 2  | 27 stycznia 2018              | ISBN 978-4-04-893371-1 |
| 3  | 26 października 2018          | ISBN 978-4-04-893822-8 |
| 4  | 26 czerwca 2019               | ISBN 978-4-04-912449-1 |

### Sword Art Online: Comic Anthology
| –                                                                                | 27 maja 2013     | ISBN 978-4-04-891574-8 |
| Tytuł: Sword Art Online Comic Anthology                                          |                  |                        |
| –                                                                                | 27 marca 2014    | ISBN 978-4-04-866489-9 |
| Tytuł: Sword Art Online Comic Anthology 2                                        |                  |                        |
| –                                                                                | 9 czerwca 2017   | ISBN 978-4-04-892926-4 |
| Tytuł: Sword Art Online Dengeki Comic Anthology 2 Just as I thought, I love you. |                  |                        |
| –                                                                                | 10 marca 2018    | ISBN 978-4-04-893773-3 |
| Tytuł: Sword Art Online Official Comic Anthology 1 -if-                          |                  |                        |
| –                                                                                | 9 sierpnia 2018  | ISBN 978-4-04-893985-0 |
| Tytuł: Sword Art Online Official Comic Anthology 2 -if-                          |                  |                        |
| –                                                                                | 26 kwietnia 2019 | ISBN 978-4-04-912365-4 |
| Tytuł: Sword Art Online Memory Defrag Comic Anthology                            |                  |                        |

## Artbook
| Nr                              | Język japoński   | Język japoński         | Język polski  | Język polski           |
| Nr                              | Data wydania     | ISBN                   | Data wydania  | ISBN                   |
| ------------------------------- | ---------------- | ---------------------- | ------------- | ---------------------- |
| –                               | 20 stycznia 2016 | ISBN 978-4-04-865709-9 | kwiecień 2019 | ISBN 978-83-66132-49-8 |
| Tytuł: Artbook Sword Art Online |                  |                        |               |                        |

## Telewizyjny serial anime

### Sword Art Online[139]
| Sezon | Odcinek | Tytuł                            |
| ----- | ------- | -------------------------------- |
| 1     | 1       | Świat mieczy                     |
| 1     | 2       | Beater                           |
| 1     | 3       | Czerwononosy refiner             |
| 1     | 4       | Czarny szermierz                 |
| 1     | 5       | Morderstwo w bezpiecznej strefie |
| 1     | 6       | Zabójca widmo                    |
| 1     | 7       | Ciepło serca                     |
| 1     | 8       | Taniec białego i czarnego ostrza |
| 1     | 9       | Niebieskooki demon               |
| 1     | 10      | Żądza krwi                       |
| 1     | 11      | Dziewczyna w porannej rosie      |
| 1     | 12      | Serce Yui                        |
| 1     | 13      | Na krawędzi piekła               |
| 1     | 14      | Koniec świata                    |
| 1     | 15      | Powrót                           |
| 1     | 16      | Kraina wróżek                    |
| 1     | 17      | Zniewolona królowa               |
| 1     | 18      | Podróż do drzewa świata          |
| 1     | 19      | Korytarz Legrue                  |
| 1     | 20      | Generał gorejących płomieni      |
| 1     | 21      | Prawda o Alfheim                 |
| 1     | 22      | Wielka misja                     |
| 1     | 23      | Więzi                            |
| 1     | 24      | Pozłacany bohater                |
| 1     | 25      | Ziarno świata                    |

### Sword Art Online II[139]
| Sezon | Odcinek | Tytuł                     |
| ----- | ------- | ------------------------- |
| 2     | 1       | Świat broni               |
| 2     | 2       | Nieczuła snajperka        |
| 2     | 3       | Wspomnienie świeżej krwi  |
| 2     | 4       | GGO                       |
| 2     | 5       | Karabiny i miecze         |
| 2     | 6       | Konfrontacja na pustkowiu |
| 2     | 7       | Szkarłatne wspomnienia    |
| 2     | 8       | Bullet of Bullets         |
| 2     | 9       | Death Gun                 |
| 2     | 10      | Łowca śmierci             |
| 2     | 11      | Co znaczy być silnym      |
| 2     | 12      | Pocisk widma              |
| 2     | 13      | Widmowy pocisk            |
| 2     | 14      | Jeden mały krok           |
| 2     | 15      | Królowa Jeziora           |
| 2     | 16      | Król olbrzymów            |
| 2     | 17      | Excalibur                 |
| 2     | 18      | Dom w lesie               |
| 2     | 19      | Zekken                    |
| 2     | 20      | Śpiący rycerze            |
| 2     | 21      | Tablica szermierzy        |
| 2     | 22      | Koniec podróży            |
| 2     | 23      | Początek marzenia         |
| 2     | 24      | Matczyny Różaniec         |

## Obsada
Lista dubbingowanych postaci:
- Yoshitsugu Matsuoka – Kirito/Kazuto Kirigaya
- Haruka Tomatsu – Asuna/Asuna Yūki
- Hiroaki Hirata – Klein/Ryōtarō Tsuboi
- Hiroki Yasumoto – Agil/Andrew Gilbert Mills
- Ayana Taketatsu – Leafa/Suguha Kirigaya
- Miyuki Sawashiro – Sinon/Shino Asada
- Kanae Itō – Yui
- Ayahi Takagaki – Lisbeth/Rika Shinozaki
- Rina Hidaka – Silica/Keiko Ayano
- Aoi Yūki – Yūki/Yūki Konno

## Odbiór
W 2012 roku Sword Art Online było najlepiej sprzedającą się light novel w Japonii, która osiągnęła ponad 2,7 miliona sprzedanych egzemplarzy. Do grudnia 2014 roku sprzedano łącznie 16,7 miliona egzemplarzy powieści.
Anime wygrało nagrodę Tokyo Anime Award w roku 2013. Pierwsza seria anime została zaklasyfikowana jako ósma w dorocznym Anime Grand Prix miesięcznika Animage (z 2012 roku). Także miesięcznik Newtype umieścił pierwszą serię anime w klasyfikacji Newtype Anime Awards – siódme miejsce wśród najlepszych anime 2012 roku.
Recenzenci polskojęzycznego serwisu tanuki.pl wystawili Sword Art Online ocenę 7/10. Redakcja serwisu oceniła serię na 6/10. Drugi sezon spotkał się z bardziej krytycznymi opiniami – recenzenci wystawili notę 4/10, a redakcja – 5/10. Sword Art Online: Alicization otrzymało natomiast od recenzentów notę 7/10, natomiast od redakcji 5/10.